# El Palomar (Argentina)
El Palomar è una città dell'Argentina situata all'interno del partido di Morón, nella provincia di Buenos Aires. 

## Geografia
El Palomar è situata nella parte occidentale dell'area metropolitana bonaerense, a 25 km ad ovest dal centro di Buenos Aires. Confina a nord-est con Ciudad Jardín Lomas del Palomar, ad est con Caseros, entrambe centri abitati del partido di Tres de Febrero, a sud-est con Villa Sarmiento, a sud con Haedo, ad ovest con Villa Tesei ed Hurlingham, località del partido di Hurlingham.

## Etimologia
Il nome della località trae origine da una colombaia (palomar in spagnolo) quivi installata da Diego Casero sul finire del XVII secolo.

## Storia
Il 3 febbraio 1852, nell'area occupata dall'odierna città si svolse lo scontro decisivo tra le forze di Juan Manuel de Rosas e quelle fedeli a Justo José de Urquiza.
Nel 1908 fu costruita una stazione lungo la ferrovia San Martín e due anni dopo i terreni circostanti furono lottizzati, dando così il via alla nascita della moderna città di El Palomar. Nel dicembre 1937 fu inaugurato il Colegio Militar de la Nación, costruito sull'area che fu teatro della battaglia del 1852.
Nel 1944 nell'area di El Palomar inclusa nei confini del partido di Tres de Febrero fu costruita una città-giardino.

## Infrastrutture e trasporti

### Strade
El Palomar è servita dall'autostrada Acceso Oeste, che la collega a Buenos Aires e all'area metropolitana circostante.

### Ferrovie
El Palomar è servita da una stazione posta lungo la ferrovia suburbana San Martín.

### Aeroporti
Nella località si trova l'aeroporto di El Palomar, nato come base aerea militare, dal 2018 è diventato un hub delle compagnie low-cost che operano su Buenos Aires.